# Veporské skalky
Veporské skalky je přírodní památka v oblasti Poľana. Nachází se v katastrálním území obce Ľubietová v okrese Banská Bystrica v Banskobystrickém kraji na Slovensku. Území bylo vyhlášeno či novelizováno v roce 1981 na rozloze 5,2200 ha. Ochranné pásmo nebylo stanoveno.